# Indoniscus orientalis
Indoniscus orientalis är en kräftdjursart som beskrevs av Albert Vandel1973. Indoniscus orientalis ingår i släktet Indoniscus och familjen Styloniscidae. Inga underarter finns listade i Catalogue of Life.